# Międzynarodowa Unia Cheerleadingu
Międzynarodowa Unia Cheerleadingu (ang. International Cheer Union, skrót ICU) – międzynarodowa organizacja pozarządowa, zrzeszająca 116 narodowych federacji cheerleadingu.

## Historia
Federacja została założona 26 kwietnia 2004 roku. Została przyjęta nazwa ICU - International Cheer Union.
29 sierpnia 2012 roku Federation Internationale de Gymnastique (FIG), ICU i SportAccord podpisały trójstronną umowę określającą zasady i warunki, na podstawie których FIG popiera zasadę przyjęcia ICU do SportAccord.

## Członkostwo
- ARISF (od 2016)
- GAISF (od 2013)

## Mistrzostwa świata
- Mistrzostwa świata w cheerleadingu.
- Mistrzostwa świata juniorów w cheerleadingu.